# Malvina Brach
Malvina Brach, née en 1839 à Sarrelouis et morte en 16 avril 1922 à Paris, est une sculptrice et danseuse française.

## Biographie
Malvina Brach est la fille de Raphael Brach, aubergiste, et de Jeanne Hallgarten. Parmi ses sœurs, Emma (1841-1883) sera artiste dramatique et Caroline (1847-1889) danseuse.
Élève de Beer, Steer, et Jean-Léon Gérôme, elle expose au Salon à partir de 1891.
Elle obtient en 1901 le 2e prix de sculpture du Salon de l'Union des femmes peintres et sculpteurs et le 1er prix en 1904.
Elle est propriétaire de l'immeuble situé au no 76 de la rue de Rome.
Elle meurt célibataire à l'âge de 82 ans à son domicile rue de la Pépinière. Incinérée, ses cendres sont déposées au crématorium-columbarium du Père-Lachaise le 19 avril 1922, puis transférées le 14 avril 1923 au cimetière de Montmartre.

## Œuvres exposées aux Salons parisiens
- M. Besson, au Salon de 1891, buste, plâtre
- La Folie de Marguerite, au Salon de 1891, groupe, plâtre
- Jeune Fille à la fontaine, au Salon de 1892
- M. le Dr Ménière, au Salon de 1892, buste, marbre
- Buste, au Salon de 1893, marbre
- Le Lever, au Salon de 1893, statuette, marbre
- La Source, au Salon de 1894, marbre
- L'Attente, au Salon de 1896, statuette, marbre
- La Folie de Marguerite, au Salon de 1897, groupe, marbre
- Alfred Nicolas Rambaud, ministre de l'Instruction publique et des Beaux-Arts, au Salon de 1898, buste, plâtre
- Portrait de M. Henner, au Salon de 1900, buste, marbre
- Petite Famille, au Salon de 1904, buste, marbre
- Émile Molinier, conservateur du Musée du Louvre, au Salon de 1909, buste bronze
- La Source, au Salon de 1912, statue bronze

## Prix Malvina-Brach
Liste non exhaustive.
- 1930 : Eugène Molineau (en)
- 1931 : Auguste Albert Herbemont (d)
- 1932 : Jules Edmond Masson (d)
- 1933 : Louis Castex
- 1934 : Abel Lafleur
- 1935 : Pierre Louis Peranne
- 1936 : Paul Henri Graf
- 1937 : Pierre Thézé
- 1938 : Marthe Baumel-Schwenck (d)
- 1939 : Salvator Riolo
- 1941 : Marguerite Griset
- 1942 : Édouard Pierre Blin
- 1952 : René Davoine